# Pirro Albergati
Pour les articles homonymes, voir Albergati.
Œuvres principales
• Plectro armonico (sonates)
• Gli amici (opéra)
Le comte Pirro Capacelli Albergati (Bologne, 20 septembre 1663 - Bologne, 22 juin 1735) est un compositeur italien actif principalement dans la ville de Bologne durant l'époque baroque.

## Biographie
Issu d’une famille patricienne de Bologne, Pirro Albergarto assume diverses fonctions importantes au sein de l'administration de la ville. Il apprend très tôt à jouer le violon et suit des cours de composition auprès de Giacomo Antonio Perti.
Considéré comme un « noble dilettante », il cherche en vain à être admis à la prestigieuse Accademia Filarmonica di Bologna de Bologne. Dès 1685, il est membre de la confrérie bienfaisante de Santa Maria della Morte, qui représente souvent des oratorios et autres musiques d'église (musica sacra).
En 1728, il devient maître de chapelle (maestro di cappela) dans une petite localité voisine d'Urbino. Ses contacts avec Arcangelo Corelli se reflètent dans son œuvre Plectro armonico. Dans ses œuvres vocales, Albergati met l’accent sur la partie du soliste et moins sur le contrepoint.

## Œuvres
Parmi les œuvres d'Albergati, on compte quatre messes, plusieurs psaumes et motets, 17 oratorios, des cantates et deux opéras.

### Musique instrumentale
- Op. 1, Balletti, correnti, sarabande e gighe per violino, violone, con il secondo violino obbligato, (ballets, courantes, sarabandes et gigues) (Bologne, 1682 ; réimprimé 1685)
- Op. 2, Suonate a due violini col suo basso continuo, (sonate à deux pour violon et b.c.) (Bologne, 1683)
- Op. 3, Cantate morali a voce solo, (Bologne, 1685)
- Op. 5, Plectro armonico, Dieci Sonate da Camera à due Violini, e Basso con Violoncello obligato (Bologna 1687)
- Op. 7, Motetti
- Op. 8, Concerti varii da camera a tre, quattro o cinque, (Modène, 1702)
- Op. 12, Motetti
- Op. 14, Capricci varii da camera a tre (caprices ; sonate en trio), (Venise, 1721)

### Oratorios
- Il Convito di Baldassarro, 1691
- La Beata Caterina da Bologna tentata di solitudine, (Bologne, 1710)

### Opéras
- Gli amici, (Bologne, 16 août 1699)
- Il principe selvaggio, (Bologne, 1712)